# Happy Birthday, Türke! (Roman)
Happy Birthday, Türke! ist ein deutscher Kriminalroman von Jakob Arjouni. Die Erstausgabe erschien 1985 im Buntbuch-Verlag in Hamburg, außerdem in Sonderausgaben, Übersetzungen in mehreren Sprachen sowie als Hörbuch. 1992 kam die Verfilmung des Romans von Doris Dörrie unter dem gleichnamigen Titel Happy Birthday, Türke! in die deutschen Kinos.

## Inhalt

### Erster Tag
Der Privatdetektiv Kemal Kayankaya wacht verkatert an seinem Geburtstag auf; er fährt zu seinem Frankfurter Büro, wo ihn eine Türkin aufsucht, die ihn auf Türkisch anspricht. Kayankaya muss ihr zunächst erklären, dass er durch seine besonderen Lebensumstände – er wurde als Waise türkischer Eltern in Deutschland von deutschen Adoptiveltern aufgezogen – gar kein Türkisch spräche. Widerstrebend beauftragt sie ihm dennoch, im Mord an ihrem Mann zu ermitteln.
Zunächst befragt er ihre Familie, Ergün, wo er schon bald auf den egoistischen und vorlauten Bruder Yilmaz trifft. Melike Ergün, die Mutter der Klientin, die selbst ihren Mann Vasif Ergün bei einem Autounfall verloren hatte, ist der Meinung, dass Ahmed Hamul Selbstmord begangen hat. Viel konnte er bei der Familie über den Mord nicht erfahren, da sie selbst nicht ausreichend darüber informiert waren.
Es fällt auf, dass die ganze Familie nicht genau weiß, was Ahmed Hamul in den letzten Jahren genau gemacht hat.
Er geht zur Polizei, um mit Kommissar Futt zu sprechen. Er braucht Informationen, deswegen hat er keine Angst, dem Kommissar Lügen zu erzählen. Dort findet er tatsächlich einiges heraus und er kommt dem Ziel einen Schritt näher. Später bekommt er einen Drohbrief, jedoch schreckt dieser ihn nicht ab.
Er recherchiert weiter und geht zu Ahmed Hamuls alter Arbeitsstelle, um herauszufinden, ob er wirklich dort gearbeitet hat. Nach der Befragung findet er heraus, dass sich ein Mädchen für Ahmed interessiert hat. Um herauszufinden, ob Ahmed vielleicht eine Freundin hatte, fährt er mit der U-Bahn weiter und befragt einige Leute auf der Straße.
Durch einen Obdachlosen, den er für Informationen bezahlt, erfährt er, dass Ahmed Hamul im Drogengeschäft tätig war. Er bekommt den Tipp, in Millys Sex-Bar nachzufragen. Dort lernt er Susanne Böhmisch kennen, erfährt aber nichts Weiteres über Ahmed Hamul. Allerdings zeigt er ihr seine Lizenz als Privatdetektiv, sie kombiniert schnell und gratuliert ihm mit der saloppen Bemerkung Happy birthday, Türke. Kurz darauf wird er aus dem Club geworfen und schlägt die Türsteher zusammen. Später bekommt er von einer Prostituierten gegen Bezahlung, den Hinweis in „Heinis Hühnerpfanne“ nach Hinweisen zu suchen. Dort lernt er Hanna Hecht kennen, die Ahmed Hamul näher kannte. Er schwindelt sie an, um mit ihr alleine sprechen zu können. Als sie erfährt, dass sie belogen wurde, ruft sie heimlich ihren Zuhälter, der der Kellner von Heinis Hühnerpfanne ist. Er wird aus der Wohnung geworfen und auf dem Heimweg beinahe überfahren.

### Zweiter Tag
Kemal Kayankaya besucht Frau Ergün, erhält nähere Informationen über die Unfälle ihres verstorbenen Manns Vasif und bemerkt, dass Ayse drogenabhängig ist. Anschließend geht er zum Rauschgiftdezernat und versucht dort weitere Details über Ahmed Hamul herauszufinden. Man gewährt ihm jedoch keine Einsicht in die Kriminalakten von Ahmed Hamul. Deshalb ruft er Theobald Löff an, einen befreundeten ehemaligen Kriminalkommissar, und verabredet sich mit ihm. Bei den Löffs angekommen, weiht er Löff in den Fall ein und bittet ihn, da dieser eine Befugnis zur Akteneinsicht hat, um Mithilfe. Löff sagt zu und versichert, dass er bis 5 Uhr die Informationen beschaffen kann. Nach dem Besuch bei Löff geht er wieder zu Heinis Hühnerpfanne, trifft dort auf Susanne Böhnisch und erfährt von ihr, dass Hanna Hecht auch mit im Drogengeschäft tätig war.
Nachdem Kayankaya die Wohnung von Susanne Böhnisch verlassen hatte, entschied er, nochmals bewaffnet Hanna Hecht aufzusuchen. Nach einem Waffengefecht ohne Verletzte bringt er Hanna Hecht zum Reden. Sie verrät ihm einige Details über Ahmed Hamul, die Kayankaya in seinen Ermittlungen weiter bringen. Anschließend nimmt er die Verabredung mit Löff wahr, um Informationen aus der von der Löff durchgeführten Akteneinsicht zu erhalten. Löff trägt deutlich zur Aufklärung des Falls bei, indem er die Beziehung zwischen den Beamten/Polizisten und Ahmed Hamul, sowie Vasif Ergün offenlegt. Löff begleitet Kayankaya weiterhin bei seinen Ermittlungen und hilft ihm bei seinen Schnüfflereien in der Polizeidienststelle. Zurück in seinem Büro erfährt er, dass Yilmaz fluchtartig das Haus verlassen hat und eine Rechnung für ein Haus, welches Ilter nicht bekannt ist, ankam. Unmittelbar darauf wurde Kayankaya in seinem Büro überfallen. Er kam in einer Arztpraxis wieder zu sich. Kurze Zeit später führte er ein aufklärendes Gespräch mit Herrn Schöller (der das Protokoll des tödlichen Unfalls von Vasif Ergün schrieb) und Herrn Schönbaum (Beteiligter am ersten Unfall von Vasif Ergün), die ihm jeweils nähere Details der Unfälle berichteten.

### Dritter Tag
Kemal Kayankaya fährt nach Kronberg, wo Vasif Ergün vor drei Jahren verunglückt war. Er klingelt an einem Bungalow in der Nähe des Unfallortes; eine ältere Frau öffnet die Tür. Er fragt sie, ob sie sich an den Unfall erinnern könne oder etwas gesehen habe. Erst sagt sie ihm, dass sie nichts gesehen habe, doch dann fällt ihr ein, dass die älteste Tochter des Bauern Hornen etwas gesehen habe und, dass sie gemeint hätte, es wäre kein Unfall gewesen, sondern dass ein anderes Auto Herrn Ergün abgedrängt hätte. Sie sagt ihm, dass die Tochter des Bauern am nächsten Tag von einem Dachziegel erschlagen wurde. Anschließend geht Kemal Kayankaya zum Bauern Hornen, um ihn zu befragen.
Nach seiner Rückkehr aus Kronberg bittet Kayankaya, Löff ans Präsidium zu kommen, um weitere Informationen zu erhalten. Durch einen Zufall erfahren sie von einem Lager, in dem alte Polizeigegenstände aufbewahrt werden. Löff und Kayankaya befragen den Beamten, der gerade dort im Dienst ist und erfahren Interessantes. Sie bedanken und verabschieden sich. Kemal sucht die Adresse von Futt heraus und fährt direkt zu dessen Wohnung. Während Löff im Wagen wartet, betritt Kayankaya die Wohnung und wird überraschend von der nackten Ehefrau Futts begrüßt. Nach längerem Hin und Her kann Kayankaya sie befragen, doch kommt nicht viel dabei heraus. Er durchsucht die Wohnung und findet mehrere Päckchen Heroin im Schrank des Kommissars. Ohne zu überlegen, fährt Kemal zu Hannah Hechts Wohnung.
Kemal Kayankaya gibt sich als Arbeiter eines Unternehmens aus, um bei Hannah Hecht in die Wohnung zu gelangen. Harry Eiler öffnet die Tür und wird von Kemal zusammengeschlagen. Er befreit Hannah Hecht von ihren Fesseln und zwingt Eiler auf brutale Weise zu einem Geständnis, welches er auf Band aufnimmt. Eiler gesteht die Erpressung an Vasif Ergün, den Mord an der Bauerntochter sowie den Überfall auf Kemal Kayankaya. Kemal zwingt Eiler, seine Komplizen anzurufen, um sich mit ihnen bei Futt zu treffen.
Nachdem er nacheinander Eiler und Hosch in die Falle gelockt hat, trifft auch der Staatsanwalt ein. Jetzt warten alle nur noch auf Herrn Futt, der laut Kayankaya der Drahtzieher der ganzen Aktion war. Währenddessen versucht Kayankaya die beiden Herren zu einem Geständnis zu bewegen und überredet Hosch zu einem Deal. Als dann noch Paul Futt eintrifft und unvermittelt auf Kemal Kayankaya trifft, ist die Runde komplett. Durch Beweise bringt Kayankaya den Staatsanwalt schließlich dazu, Futt und Eiler von ihren eigenen Kollegen verhaften zu lassen.
Anschließend überbringt er der Familie des ermordeten Ahmed Hamul, die Nachricht, dass die Tat aufgeklärt ist. Nachdem er Ilter von der Verhaftung Futt und Eilers berichtet hat, bittet er um ein kurzes Gespräch mit ihrem Bruder Yilmaz. Diesem sagt er ohne Scheu, dass er nun wisse, wer der wahre Mörder sei.

## Rezensionen
„Wie wenige Autoren mit seinem Talent haben wir! Dabei brauchen wir einen solchen Autor. Einen Autor nämlich, der etwas über unsere Gegenwart zu sagen hat. Der sie kennt, der weiß, wie die Menschen sprechen, was sie erleben. Der genauso viel von Geschichte versteht wie vom Geschichtenerzählen. Einer, der die Welt kennt und schreiben kann. Einer wie Jakob Arjouni. Was für ein großer Weltentdecker und Welterzähler.“

„Der Spott des Autors und seine Lust an der Satire kennen keine Grenzen. Dieser Türke mit dem deutschen Paß schlägt nach allen Seiten aus und begrüßt seine Nachbarn im Treppenhaus nur noch mit einem fröhlichen ‚Heil Hitler‘. Er tut es für uns alle. Kemal Kayankaya ist wirklich der richtige Mann zur rechten Zeit. Play it again, Jakob!“

„Jakob Arjouni ist eine Entdeckung. In seinen Texten ist nicht ein Tropfen Moralin, er erzählt einfach, was passiert, Geschichten, wie sie das Leben schreibt, und so gut wie nie mit dem üblichen Happy End. Und er erzählt seine Geschichten so gut, mit äußerst wendigen Dialogen und geschickt gehaltener Spannung, dass man seine Bücher nicht mehr aus der Hand legen kann.“

„Privatdetektiv Kemal Kayankaya ist der deutsch-türkische Doppelgänger von Phil Marlowe, dem großen, traurigen Kollegen von der Westcoast. Nur weniger elegisch und immerhin so genial abgemalt, daß man kaum aufhören kann zu lesen, bis man endlich weiß, wer nun wen erstochen hat und warum und überhaupt. Daß ›Happy birthday, Türke!‹ trotzdem mehr ist als ein Remake, liegt nicht nur am eindeutig hessischen Großstadtmilieu, sondern auch an den bunteren Bildern, den ganz eigenen Gedankensaltos und der Besonderheit der Geschichte. Wer nur nachschreibt, kann nicht so spannend und prall erzählen.“

„Ein fulminantes Debüt: Kayankaya, der gesellschaftliche Außenseiter, ist der hartgesottene Detektiv in Vollendung, und die Handlung hat mehr Pfiff als beim größten Teil der einheimischen Konkurrenz. Willkommen in Amerika, Türke.“

„Kemal Kayankaya, der zerknitterte, ständig verkaterte Held in Arjounis Kriminalromanen ist ein würdiger Enkel der übermächtigen Großväter Philip Marlowe und Sam Spade. Jakob Arjouni strebt mit Vehemenz nach dem deutschen Meistertitel im Krimi-Schwergewicht, der durch Jörg Fausers Tod auf der Autobahn vakant geworden ist.“

## Ausgaben (Auswahl)
- Happy birthday, Türke! Buntbuch-Verlag, Hamburg 1985, ISBN 3-88653-085-X.
- Happy birthday Türke! Diogenes, Zürich 1987, ISBN 3-257-21544-4.
- Happy birthday, tyrker! Hekla, Kopenhagen 1992, ISBN 87-7474-236-1.
- Happy birthday, Turku! Ed. Spotkania, Warschau 1992, ISBN 83-85197-17-3.
- Iyi ki doğdun, Türk Can Yayınları, Istanbul 1993, ISBN 975-510-404-6.
- Happy birthday, Turk! No Exit Press, Harpenden, Herts 1996, ISBN 1-874061-37-8.
- ¡Happy birthday, turco! Barcelona/Madrid/Buenos Aires/México/Santiago de Chile 1997, ISBN 84-406-7215-2.
- S dnem roždenija, turok! U-Faktorija, Ekaterinburg 2007, ISBN 978-5-9757-0196-1.
- Happy birthday, Turke! Kastaniōtēs, Athen 2008, ISBN 978-960-03-4621-3.
- Všechno nejlepší, Turku! Nakl. Lidové Noviny, Prag 2008, ISBN 978-80-7106-983-6.

Hörbücher
- Happy birthday, Türke! Der Hör-Verlag, München 1997, ISBN 3-89584-342-3.
- Happy Birthday, Türke! Diogenes-Hörbuch, Zürich 2006, ISBN 3-257-80061-4.

Hörspiel
- Happy Birthday, Türke! Südwestfunk 1989. Regie: Ulrich Heising